# Алекс и друштво
Алекс и друштво (енгл. Alex & Co.) италијанска је телевизијска серија која се приказивала од 11. маја 2015. до 29. јуна 2017. године на Дизни каналу. Творац серије је Марина Ефрон Версилија са главним улогама које тумаче Леонардо Сећи, Елеонора Ђегеро, Беатриће Вендрамин, Сол Нани и Федерико Русо.
У Србији, Црној Гори, Републици Српској и Северној Македонији серија је премијерно приказана од 3. марта 2016. до 28. јула 2018. године на Дизни каналу, титлована на српски језик. Титлове је радио студио Ес-Ди-Ај мидија. Српски титлови немају DVD издања.

## Епизоде
| Сезона | Сезона | Епизоде | Премијерно приказивање (САД) | Премијерно приказивање (САД) | Премијерно приказивање (Србија) | Премијерно приказивање (Србија) |
| Сезона | Сезона | Епизоде | Прва епизода                 | Последња епизода             | Прва епизода                    | Последња епизода                |
| ------ | ------ | ------- | ---------------------------- | ---------------------------- | ------------------------------- | ------------------------------- |
|        | 1      | 13      | 11. мај 2015.                | 27. мај 2015.                | TBA                             | TBA                             |
|        | 2      | 18      | 27. септембар 2015.          | 29. новембар 2015.           | TBA                             | TBA                             |
|        | 3      | 20      | 24. септембар 2016.          | 18. фебруар 2017.            | TBA                             | TBA                             |